# Filterdrossel

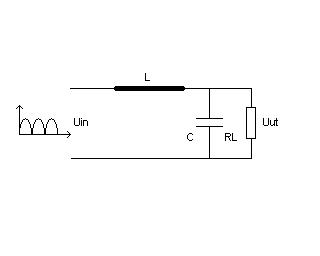
Filterdrossel i applikation

Filterdrossel är en elektronisk komponent.
När Uin enligt figur är på formen helvågslikriktad sinusvåg är dess DC-värde:
{\displaystyle {\frac {2Up}{\pi }}} där Up är toppvärdet hos den likriktade sinusvågen.
Dess RMS-värde är:
{\displaystyle {\frac {Up}{\sqrt {2}}}} dvs något högre.
Reaktansen hos drosseln respektive kondensatorn kan tecknas:
{\displaystyle X_{L}=2\pi fL\ }
{\displaystyle X_{C}={\frac {1}{2\pi fC}}}
där f, L och C är frekvensen, induktansen respektive kapacitansen hos dom ingående komponenterna.
Om drosseln dimensioneras enligt XL>>RL (och kondensatorn som XL<<RL) kommer vi i princip få en glättad DC-spänning nära RMS-värdet hos ingångssignalen som utgångsspänning, Uut. Grundtonen hos den helvågslikriktade signalen är dubbla sinusfrekvensen och alltså 100 Hertz i kraftsammanhang i Sverige.
I drosseln kommer det emellertid gå en pulserande DC-ström som magnetiserar kärnan så pass mycket att luftgap kan behöva nyttjas.